# 망명정부
망명정부(亡命政府, 영어: government in exile)는 정부를 구성하는 기본적인 틀을 모두 갖추고 있으면서도 일정한 이유로 영토 내에서 주권을 행사하지 못하는 단체를 뜻한다.

## 오늘날 존재하는 망명정부

### 정부의 틀을 갖춘 단체
- 티베트 망명정부

중화인민공화국의 티베트 점령 이후 1959년 티베트인의 폭동이 일어나자 중화인민공화국은 무력 진압하였다. 이에 제14대 달라이 라마 텐진 갸초는 정부를 인도 다람살라로 이전하였다.
- 팔라비 왕조

이란 혁명으로 이란에 공화국 체제가 들어서자, 모하마드 레자 팔라비는 외국으로 도피해야 했다. 여러 국가를 전전하다 이집트에서 생을 마감하였다. 현재도 명목상으로 팔라비 왕조의 왕위가 계승되고 있다. 현재의 왕은 레자 시루스 팔라비이다. 이란 정부는 팔라비 왕조의 계승을 인정하지 않고 있다.
- 라오스 왕국

라오스의 급진 사회주의 정당 파테트 라오의 쿠데타로 미국 그레셤로 망명하였다. 현재도 명목상으로는 왕조의 왕위가 계승되고 있다.
- 에티오피아 제국

에티오피아 제국의 적법한 후계자 계승을 주장 하는단체.

### 정부의 틀을 갖지 않은 단체
- 딘 망명왕조

968년 베트남에 세워진 최초의 독립 통일왕조인 딘 왕조는 패망 이후 그 후손들이 중국으로 떠났으며 그들 중 일부는 조선으로 넘어왔다. 중국에 남았던 후손들은 행방이 불분명하고 한국으로 넘어온 후손들은 딘 망명왕조를 세워 명맥을 이어오고 있다.
- 비아프라

나이지리아 군부의 폭정에 대항하여 독립을 선언했지만, 정부의 탄압으로 독립을 성취하지 못하고 해외로 망명하였다.
- 벨라루스 인민공화국

1918년 독립을 선언하였으나 이듬해 소련이 침공해 옴에 따라 해외로 망명하였다. 1991년 벨라루스가 독립하면서 해체될 예정이었으나 알략산드르 루카셴카가 이끄는 독재 정권이 들어서면서 현재까지도 망명 정부 상태로 남아있다.
- 카빈다 공화국

현재 앙골라의 카빈다주로 통치되고 있다. 탈식민화 과정에서 카빈다가 앙골라과 따로 독립해야 한다며 카빈다 공화국을 선포했지만 독립을 유지하는데 실패하고 해외로 망명하였다.

### 논란이 되는 단체
- 사하라 아랍 민주 공화국

현재 대부분의 영토는 모로코가 점령하고 있으며, 사하라 아랍 민주 공화국은 모로코 장벽 동남쪽의 지역 (서사하라 자유지구)을 실효 지배하고 있다. 서사하라의 공식 임시수도는 실효지배 지역인 티파리티이다. 하지만 알제리 사하라 난민 캠프에 상당한 조직이 있어서 망명 정부로 보기도 한다.

## 현재 사라진 망명정부
- 자유 프랑스
- 폴란드 망명정부 (1939년 ~ 1990년)

제2차 세계 대전 당시 나치 독일의 폴란드 침공으로 인하여 프랑스 파리에 망명 정부가 설치되었다가, 영국 런던으로 본부를 이전하여 폴란드 망명 정부군을 조직하여 연합군의 일원으로 전쟁에 참여하였으나, 그 이후 폴란드 본토가 공산당의 통치하로 넘어가면서 계속 망명 정부의 틀을 유지하였다. 이후 레흐 바웬사가 대통령에 취임하고 폴란드가 민주화 되자 폴란드 제3공화국을 성립하면서 1935년의 폴란드 헌법 전문과 폴란드 제2공화국의 국새, 대통령기, 국장을 전부 레흐 바웬사에게 넘겨주고 해산하였다. 이로써 폴란드 제3공화국은 폴란드 제2공화국을 계승한 것이다.
- 대한민국 임시정부 (1919년 4월 11일 ~ 1945년)

1919년 3·1 운동으로 임시정부 설립 운동이 일면서 망명 정부로서 상해임시정부와 대한국민의회가 설립되고 한반도 내에 한성임시정부가 설립되었다. 한반도 내에 임시정부를 유지하는 것은 어렵다는 판단으로 임시정부를 국외에 두기로 합의하여 명목상 한성임시정부의 정통성을 승계하여 3개 임시정부를 합쳐 1919년 9월 11일 상해에 대한민국 임시정부로 통합하였다.  1948년 8월 15일 대한민국 정부가 수립되면서 대한민국 임시정부의 법통을 승계하였다.
- 체코슬로바키아 망명정부 (1938년 ~ 1945년)

1938년 나치 독일이 체코슬로바키아를 침공하자 프랑스에 망명 정부가 설치되었다가 독일이 프랑스를 점령하자 영국으로 망명 정부를 옮겼다. 그 후 1945년까지 영국에서 망명 정부로써 존재하였으며 2차 대전이 끝나자 귀국하였다. 그러나 이후 공산당의 쿠데타로 공산 정권이 수립되게 된다.
- 버마 거국 일치 내각

현재 국가평화발전위원회의 군사 정권이 수립된 현재의 미얀마 정부에 대항하여 미국 메릴랜드주에 설립된 망명 정부이다. 아웅 산 수 치와 밀접한 관계를 가지고 있다. 2012년에 해산하였다.
- 에스토니아 망명정부 (1940년 ~ 1992년)
- 그리스 망명정부 (1941년 - 1944년)
- 자유 베트남 임시정부 (1995년 - 2013년)

## 같이 보기
- 임시정부
- 나라 목록
- 미승인 국가 목록
- 류큐 독립운동
- 아이누 독립운동